# Admontia
Admontia är ett släkte av tvåvingar. Admontia ingår i familjen parasitflugor.

## Dottertaxa tillAdmontia, i alfabetisk ordning[1][2]
- Admontia antractica
- Admontia badiceps
- Admontia blanda
- Admontia cepelaki
- Admontia communis
- Admontia continuans
- Admontia debilis
- Admontia degeerioides
- Admontia delicatula
- Admontia discalis
- Admontia ducalis
- Admontia duospinosa
- Admontia finisterrae
- Admontia flavibasis
- Admontia gracilipes
- Admontia grandicornis
- Admontia longicornis
- Admontia maculisquama
- Admontia malayana
- Admontia nasoni
- Admontia nigrita
- Admontia occidentalis
- Admontia offella
- Admontia pergandei
- Admontia pictiventris
- Admontia podomyia
- Admontia pollinosa
- Admontia pyrenaica
- Admontia seria
- Admontia stackelbergi
- Admontia tarsalis
- Admontia washingtonae
- Admontia zimini